# Partizanski poslijeratni zločini u Crnom potoku kod Našica
Partizanski poslijeratni zločini u Crnom potoku kod Našica počinjeni su u lipnju 1945. Lokacija Crni potok nalazi se jugozapadno od Našica između sela Zoljan i Gradac Našički u šumovitom predjelu Krndije neposredno u zaleđu tvornice cementa Našicecement d.d. Tijekom lipnja 1945. jedinice Korpusa narodne odbrane Jugoslavije (KNOJ) i jedinice Jugoslavenske armije iz 17. krajiške brigade na ovaj su šumski predjel dovodile nekoliko kolona s više stotina žicom vezanih i iznemoglih zarobljenika i bivših vojnika Nezavisne Države Hrvatske, većina iz kolona s Križnog puta, te nešto civila sa šireg našičkog područja. Zarobljenike knojevci su ubijali vatrenim oružjem, a pucnjava i jauci po usmenoj predaji starijih stanovnika čuli su se do sela Zoljana. Iz svih tih do sada poznatih javnih i anonimnih svjedočenja i istraživanja može se zaključiti da je na Crnom potoku ubijeno oko 1.500 osoba. Tajnu ovoga najtežega zločina u povijesti našičkog kraja komunistička vlast pokušala je očuvati strogom zabranom pristupa na to područje i tek nakon promjene vlasti početkom devedesetih godina izgrađeno je spomen obilježje. U organizaciji više udruga svake godine sredinom lipnja kroz veliki komemorativni skup uz služenje Sv.mise odaje se počast svim žrtvama ovog zločina.
Do danas od strane hrvatskog pravosuđa nisu pokrenute istrage, optužnice ili sudski postupci protiv odgovornih osoba i zločinaca koji žive u Republici Hrvatskoj.

## Ostala ratna i poratna stratišta u našičkom kraju
Nedaleko naselja Makloševca južno od Našica u šikari zvanoj Abesinija dovedeno je nekoliko skupina ratnih zarobljenika iz Osijeka, te su na tom mjestu poubijani i zakopani.
U Našičkom parku uz potok kod šipovačkog mosta pronađeni su posmrtni ostatci poubijanih i zakopanih civila i vojnika.
U Vukojevcima kod groblja pronađena zajednička grobnica stotinjak osoba pripadnika Vojske NDH i vojnika njemačkog Wehrmachta. Tokom 2011. ekshumirano je ukupno 92 osobe, a na zahtjev Veleposlanstva Republike Njemačke u Zagrebu.
Kod silosa Papuk d.d. Našice i stovarišta željeznog materijala uz željezničku prugu Našice- Virovitica nalazi se masovna grobnica pripadnika Vojske NDH i vojnika njemačkog Wermachta.
Kod silosa i Vukojevaca, Udruga ratnih veterana Hrvatski domobran Ogranak Našice 2012. postavila je spomen križeve u počast svim hrvatskim i njemačkim vojnicima, te svim žrtvama komunističkom režima u našičkom kraju.

## Vanjske poveznice
- http://www.katolici.org/  Arhivirana inačica izvorne stranice od 24. srpnja 2014. (Wayback Machine)